# Nadejdovka (oblast de Koursk)
Nadejdovka (en russe : Надеждовка) est un hameau du selsoviet de Goustomoï du raïon de Lgov dans l'oblast de Koursk, en Russie. Sa population s'élevait à 25 habitants au recensement de 2021.

## Géographie
Le hameau de Nadejdovka se situe dans l'oblast de Koursk, un oblast de la partie européenne de la Russie. Le hameau fait partie du raïon de Lgov, avec Lgov comme centre administratif. Il se trouve dans le selsoviet de Goustomoï, une municipalité, avec le village de Goustomoï comme chef-lieu.

## Démographie
Recensements (*) et estimations de la population :
| 2002 * | 2010* | 2021* | - |
| ------ | ----- | ----- | - |
| 134    | 68    | 25    | - |